# Трамм (Мекленбург)
Трамм (нем. Tramm) — община в Германии, в земле Мекленбург-Передняя Померания.
Входит в состав района Пархим. Подчиняется управлению Кривиц. Население составляет 985 человек (на 31 декабря 2010 года). Занимает площадь 21,90 км².